# Fontaine de la place des Cinq Écoles
La fontaine de la place des Cinq Ecoles, ( Fontana di piazza delle Cinque Scole), également connue sous le nom de fontaine des Larmes ("Fontana del Pianto"), est située à Rome, sur la place homonyme, où elle a été définitivement installée dans les années 1930.

## Histoire
Achevée en 1587, la restauration de l'ancien Aqueduc alessandrino, appelé depuis l'Acqua Felice (du nom du pape Sixte V, Felice Peretti), a conduit à assurer l'approvisionnement en eau des zones collinaires du Viminal et du Quirinal et à la construction d'un certain nombre de fontaines.
La fontaine a été réalisée vers l'île Tibérine afin d'assurer l'approvisionnement en eau du ghetto juif de Rome, créé en 1555, et dépourvu de source d'eau, la fontaine la plus proche étant celle de la piazza Santa Maria in Trastevere, de l'autre côté du Tibre. En fait, déjà en 1581, l'extension de l'Aqueduc de l'Aqua Virgo avait prévu une fontaine piazza Giudia (ou de Judée), à l'entrée du ghetto, mais sous la pression de l'aristocrate Muzio Mattei, la Fontaine des tortues a été construite en face de son palais.
En 1880, à l'occasion des travaux de transformation urbaine du quartier, qui ont conduit à la disparition de la piazza Giudia, la fontaine a été démantelée et en 1924, seul le bassin a été temporairement placé sur une autre fontaine du Janicule. En 1930, l'ensemble de la fontaine a finalement été reconstruit dans son aspect d'origine, et placé à son emplacement actuel. Elle est également connue sous le nom de « fontaine des Larmes », du nom de l'église Santa Maria del Pianto qui donne sur la piazza delle Cinque Scole.

## Description
Au centre de la fontaine, un pilier soutient un bassin circulaire avec un jet central, qui est orné de quatre têtes de gorgones, dont les bouches projettent l'eau dans le bassin en dessous. La vasque principale est ornée des armoiries des magistrats en charge en 1593.

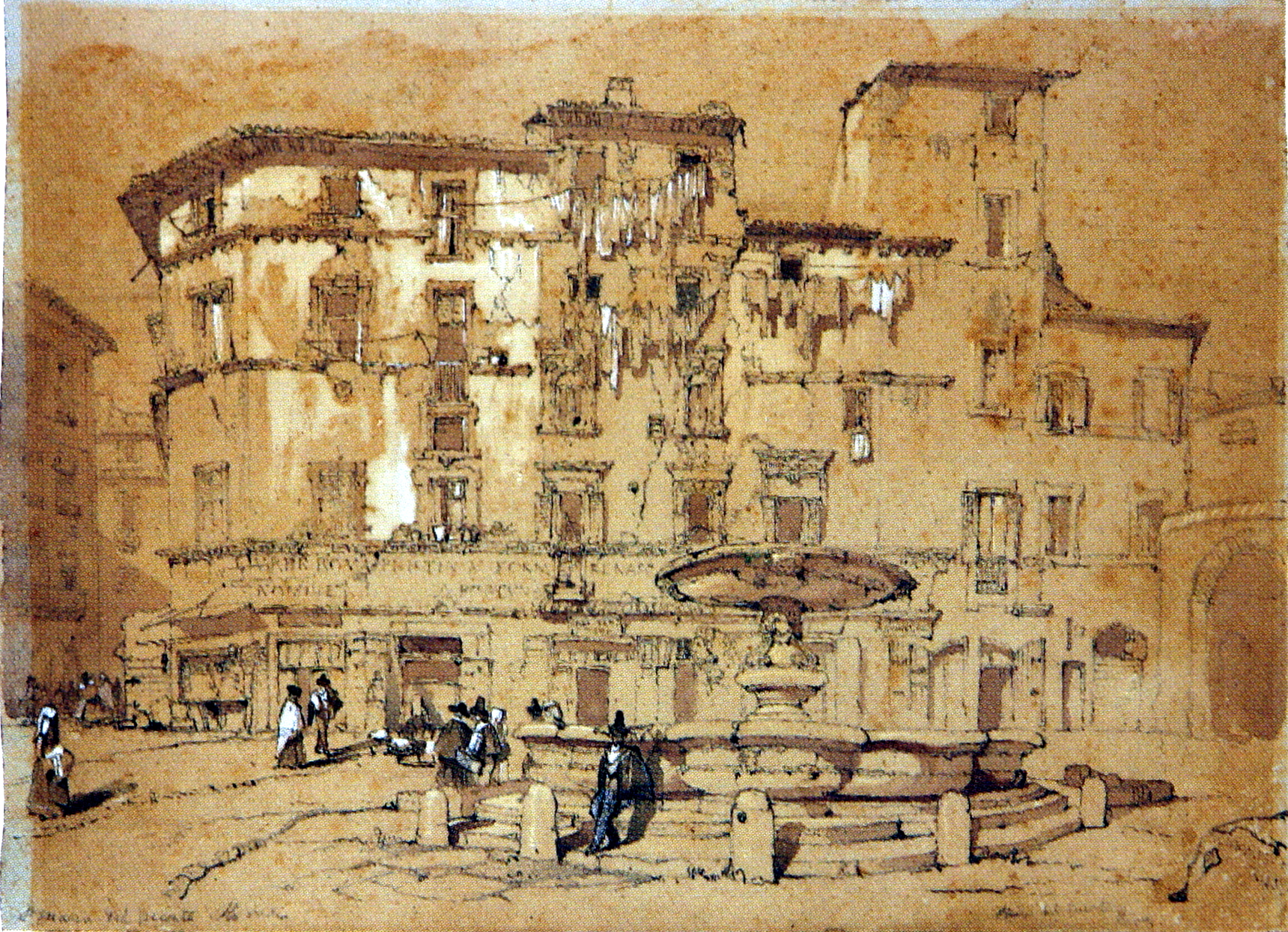
La fontaine en 1840, représentée par John Ruskin.
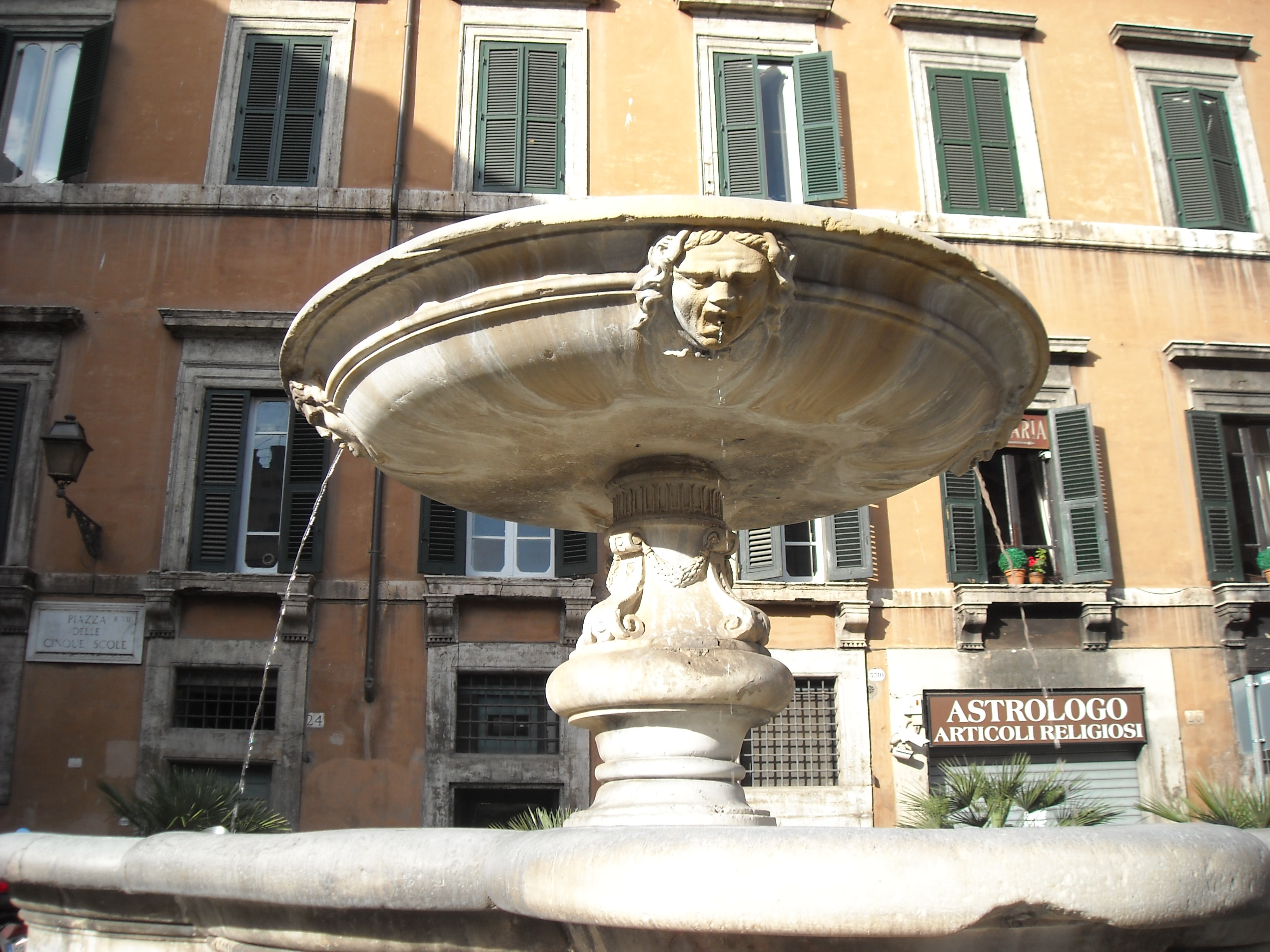
Détail de la tête de Gorgone.